# ثيودورا كيوغ
ثيودورا كيوغ (بالإنجليزية: Theodora Keogh)‏ (30 يونيو 1919، نيويورك في الولايات المتحدة - 5 يناير 2008، مقاطعة كالدويل في الولايات المتحدة)؛ روائية أمريكية. درست في كلية رادكليف.

## روابط خارجية
- ثيودورا كيوغ على موقع قاعدة بيانات برودواي على الإنترنت (الإنجليزية)
- ثيودورا كيوغ على موقع قاعدة بيانات برودواي على الإنترنت (الإنجليزية)